# Осакский университет

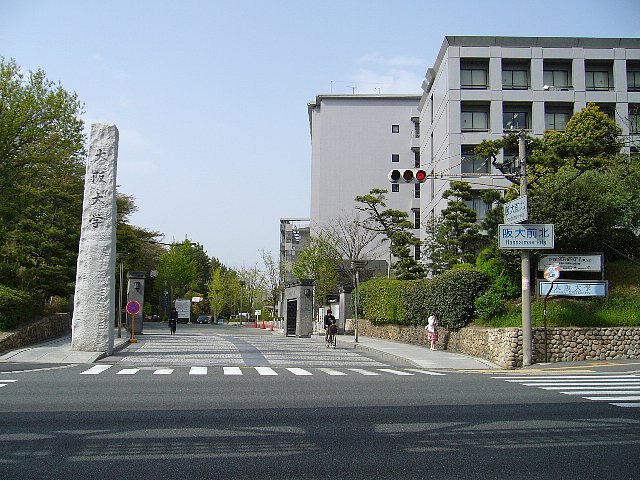
Главный вход на кампус в Тоёнаке

Осакский университет (иногда Университет Осаки, реже Осакский государственный университет; яп. 大阪大学, Осака дайгаку, или сокр. яп. 阪大, Хандай) — один из крупнейших университетов Японии. Был основан в 1869 году, официальный статус университета получил в 1931 году, как Осакский Императорский университет. Имеет 3 кампуса в городах Тоёнака, Суйта и Мино префектуры Осака, а также один кампус в районе Наканосима (город Осака). Является самым крупным государственным университетом Японии.

## История
Осакский университет был основан в 1931 году, однако корни его можно проследить вплоть до прогрессивной традиции торговой культуры Осаки в период Эдо.
Университет берет своё начало от двух школ позднего периода Эдо: Кайтокудо и Тэкидзюку. Утверждается, что гуманитарные начала современного университета унаследованы от первой школы, в то время как дух естественно-научных познаний проистекает из второй.
Школа Кайтокудо была основана в 1724 году жителями городка Амагасаки в Осаке (современный Имабаси (Imabashi), Тюо-ку, город Осака). Её либеральная атмосфера, свободная от любых научных догм, была с радостью встречена и поддержана торговцами Осаки. Школа внесла свой вклад в обновление культурного и интеллектуального уровней Осаки. В новый научный центр западной Японии съезжались студенты со всей страны. Хотя строительство школы было приостановлено во время второй мировой войны, книги и другая литература (всего около 48000 томов) пережили пожар и были позже подарены Университету. Все книги собраны в университетской библиотеке как «Кайтокудо бунко».
Школа Тэкидзюку была открыта Огатой Коаном, доктором и профессором рангаку, в Каварамати (Осака) ещё до окончания периода Эдо (позднее школа была перемещена в современный город Китахама, Тюо-ку, Осака). Выпускниками школы были талантливые люди, которые привели Японию к её современному уровню, в основном в сфере медицины, но также в таких областях, как естественные науки и военное дело. Среди выпускников Тэкидзюку можно отметить, в частности, Фукудзава Юкити, основателя Университета Кэйо, Омура Масудзиро, известного, благодаря созданию основ японской современной армии, и Такамацу Рёуна, который внес вклад в распространение современной медицины в Японии. Сам Коан был врачом и превосходным преподавателем. Его основные идеи в отношении человечества были унаследованы Университетом в качестве интеллектуальной основы. План, осуществляемый университетом на данный момент — это воссоздать идеи Кайтокудо и Тэкидзюку, разместив их в базах данных, как символ Университетского духа и идеалов.
Осакский Императорский университет был официально открыт в 1931 году, как шестой императорский университет Японии. Он состоял из двух факультетов: медицинского и научного. Двумя годами позже в качестве третьего факультета была создана школа инженерии. Осакский Императорский университет сменил название на Осакский университет в 1947 году. В 1949 году в результате правительственной реформы системы образования, Университет начал свою послевоенную историю с пятью факультетами: науки, медицины, инженерии, письма и права. Несмотря на то, что это национальный университет, он был основан в соответствии с запросами местных промышленных кругов и горожан. Это отражено во многих факультетах, которые были созданы благодаря добровольному финансированию вкладчиков. В 1953 году в японских университетах были учреждены аспирантуры, как часть правительственной реформы системы образования. Все факультеты Университета (на тот момент их было уже десять) открыли аспирантуры. Уникальные и инновационные факультеты, аспирантуры и исследовательские институты возникали один за другим. Среди них: Школа инженерного искусства и Школа гуманитарных наук, которые обучали психологии, социологии, и педагогике. В 1993 году госпиталь Университета был перемещён из района Наканосима (город Осака) в кампус Суйта. Это завершило план по перемещению всех основных факультетов в кампусы Суйта и Тоёнака. В 2004 году количество аспирантур достигло 15. Сюда входят: Аспирантура языков и культуры, Школа международной государственной политики, Аспирантура информатики и техники, Аспирантура биологических наук и Юридическая школа, а также независимые аспирантуры. 
Столь же быстро и последовательно были основаны исследовательские институты. Кроме исследовательских Института микробных заболеваний и Института научных и промышленных исследований, которые существовали до Второй мировой войны, были основаны Институт исследований белка, Институт социальных и экономических исследований. Эти институты возникли из соответствующих факультетов. Дополнительно к этим институтам были созданы Национальные учреждения совместного пользования, кампусы совместного пользования, и Музей Осакского университета. В общей сложности, в университете на сегодняшний день существует 23 центра, исследовательских учреждения и лаборатории.
В октябре 2007 года было завершено слияние между Университетом Осаки и Университетом иностранных дел Осаки. Слияние сделало Университет Осаки одним из двух национальных университетов в стране со школой иностранных дел, на равне с Токийским университетом иностранных исследований. Слияние также сделало Осакский университет крупнейшим национальным университетом в Японии.

## Структура

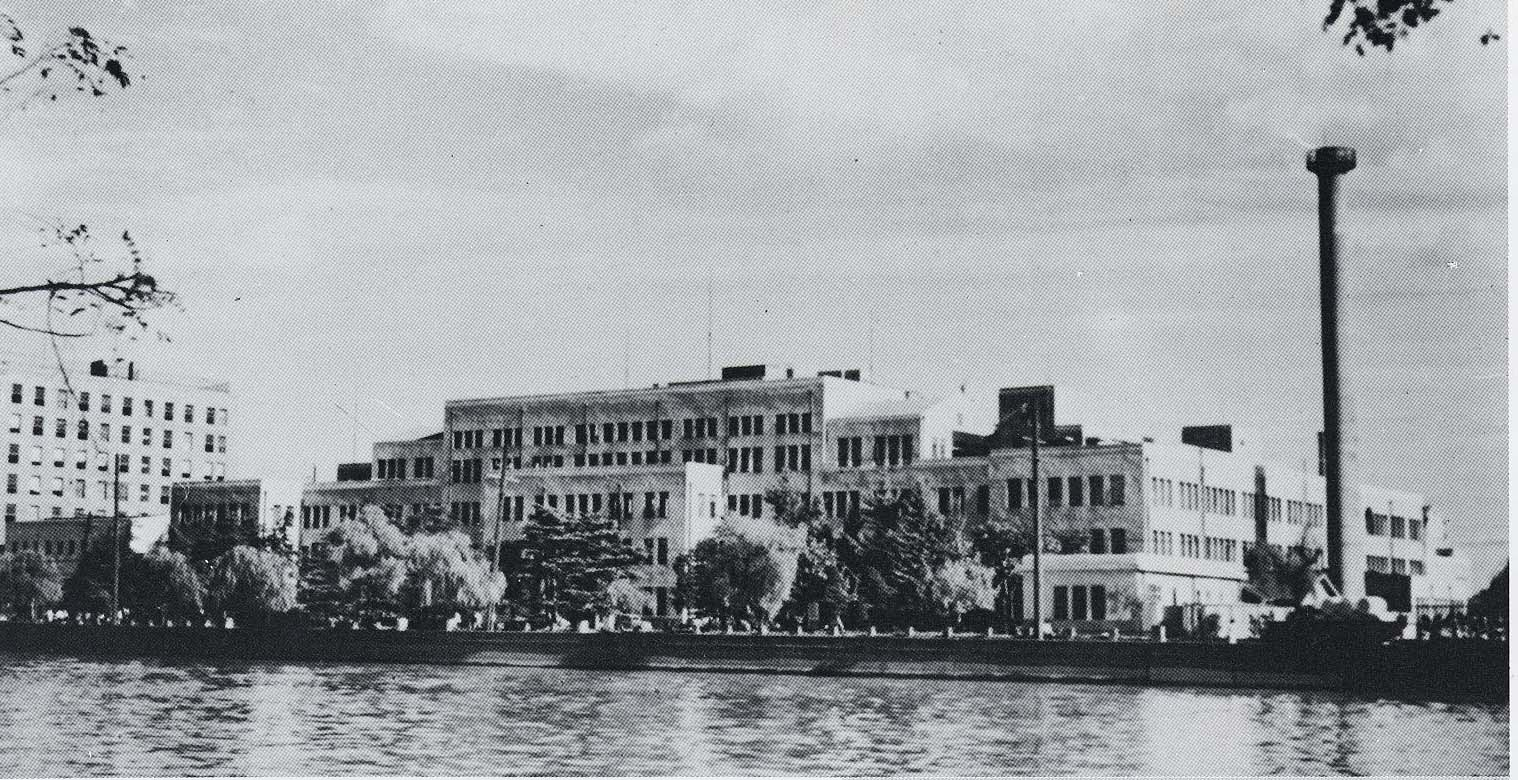
Так выглядело главное здание, когда университет находился в Наканосима

На 11 факультетах университета обучается около 12 000 студентов и около 8000 аспирантов и докторантов. Из них около 1500 — иностранные студенты.
Список факультетов университета:
- Литературный факультет (文学部) Архивная копия от 15 марта 2008 на Wayback Machine
- Факультет гуманитарных наук (人間科学部) Архивная копия от 7 марта 2008 на Wayback Machine
- Факультет иностранных языков (外国語学部) Архивная копия от 26 сентября 2009 на Wayback Machine
- Юридический факультет (法学部) Архивная копия от 29 марта 2008 на Wayback Machine
- Экономический факультет (経済学部) Архивная копия от 7 марта 2008 на Wayback Machine
- Факультет естественных наук (理学部) Архивная копия от 12 июня 2007 на Wayback Machine
- Медицинский факультет (医学部) Архивная копия от 15 марта 2008 на Wayback Machine
- Стоматологический факультет (歯学部) Архивная копия от 23 марта 2008 на Wayback Machine
- Фармацевтический факультет (薬学部) Архивная копия от 7 марта 2008 на Wayback Machine
- Инженерный факультет (工学部) Архивная копия от 23 марта 2008 на Wayback Machine
- Факультет инженерных наук (基礎工学部) Архивная копия от 31 марта 2015 на Wayback Machine

Список аспирантур университета:
- Аспирантура школы языков и культуры
- Школа международной государственной политики
- Аспирантура информатики и техники
- Аспирантура биологических наук
- Юридическая школа
- Объединенная школа развития ребёнка
- Школа медицины Осакского университета, Университета Канадзава и Университета Хамамацу

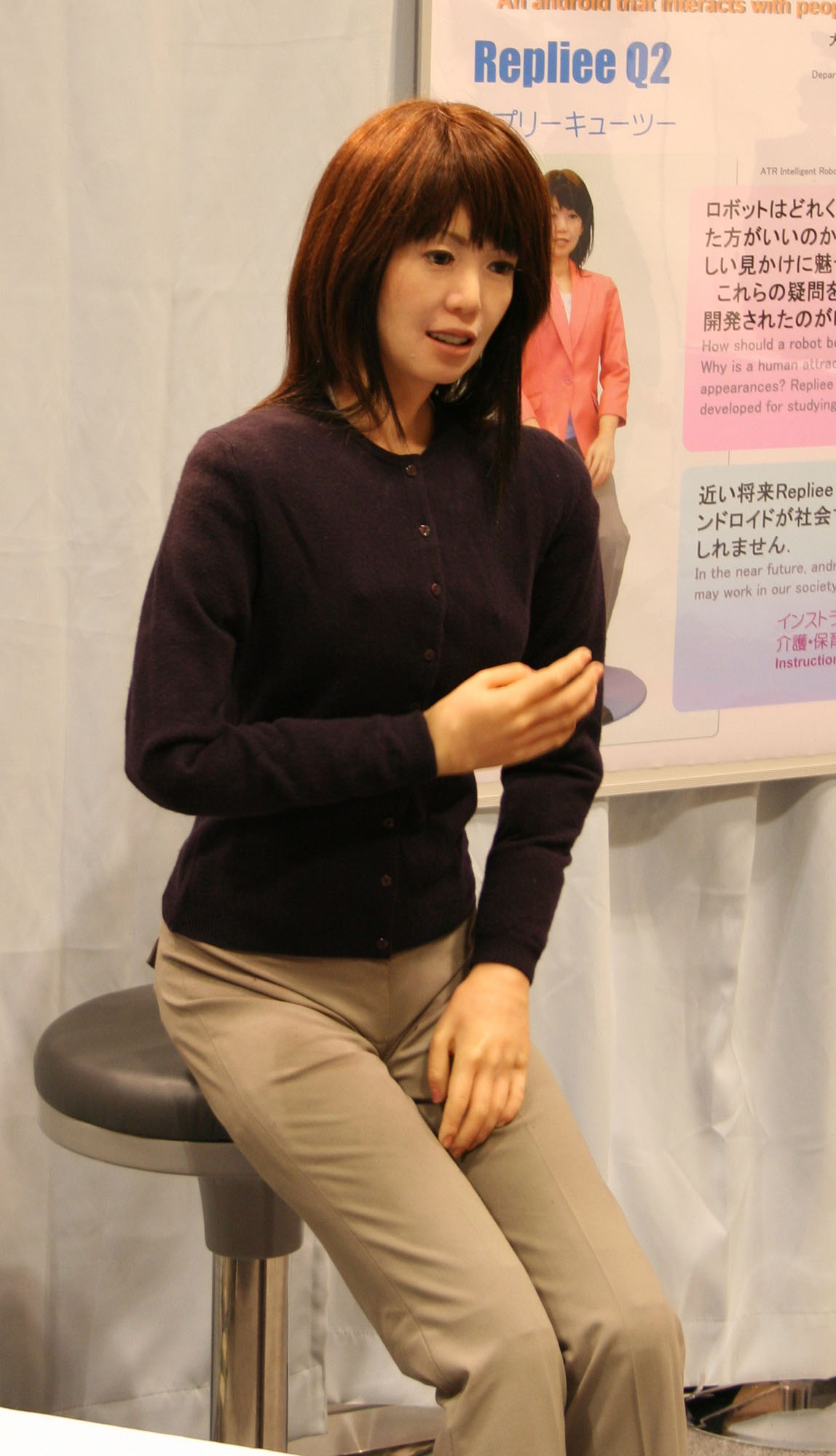
Андроид Repliee Q2 был разработан в стенах университета

Список исследовательских институтов при университете:
- Исследовательский институт микробных заболеваний
- Институт научного и промышленного развития
- Институт исследования белка
- Институт социальных и экономических исследований

Другие подразделения:
- Административные бюро — состоит из восьми департаментов, двадцати двух отделов и семи офисов.
- Госпитали: Университетский госпиталь, Университетский стоматологический госпиталь.
- Библиотеки: Главная библиотека, Библиотека биологических наук, Библиотека науки и инженерии, Библиотека международных дисциплин.
- Учреждения совместного пользования: Международный студенческий центр, Центр всемирного сотрудничества, Исследовательский институт языков мира и т. д.
- Национальные учреждения совместного пользования: Исследовательский институт ядерной физики, Центр Cybermedia, Институт лазерной инженерии.

## Кампусы
- Кампус Тоёнака: общая площадь составляет 445 851,08 м² (Библиотека Университета, Школа письма, права, экономики, науки, инженерии и т. д.).
- Кампус Суйта: общая площадь составляет 996 659,32 м² (Административное бюро, Школа гуманитарных наук, медицины, стоматологии, фармацевтики, инженерии, учреждения совместного пользования и т. д.).
- Кампус Мино: общая площадь составляет 145 125,08 м² (Школа зарубежных дисциплин и т. д.).
- Центр Наканосима: 1 000 м² (Центр Наканосима Университета Осаки).

## Библиотека
Библиотечный фонд университета содержится в 4-х крупных библиотеках: Главная библиотека, Библиотека биологических наук, Библиотека науки и инженерии, Библиотека международных дисциплин — а также в нескольких мелких библиотеках. Общий книжный фонд университета составляет около 4 млн томов.
| Распределение фонда по основным библиотекам |             |               |           |
|                                             | на японском | на др. языках | всего     |
| Главная библиотека                          | 1 165 723   | 1 111 965     | 2 277 688 |
| Библиотека науки и инженерии                | 203 869     | 293 402       | 497 271   |
| Библиотека Международных Дисциплин          | 347 559     | 284 524       | 632 083   |
| Библиотека биологических наук               | 143 966     | 348 825       | 492 791   |
| всего                                       | 1 861 117   | 2 038 716     | 3 899 833 |

В активе Главной библиотеки университета Осаки более 2 250 000 томов книг и журналов, а также 8700 регулярно выписываемых периодических изданий. В это собрание включены учебные пособия для студентов, академические издания, редкие книги, аудио и видеоматериалы, микроформы. Также доступны такие электронные ресурсы, как OPAC, базы данных на компакт-дисках и онлайн. В основной библиотеке есть три отделения: библиотека Наук о Жизни специализируется на биомедицинских дисциплинах, а библиотека Науки и Инженерии — на инженерных науках, отделение Международных Дисциплин специализируется на международных дисциплинах и лингвистике.
К услугам посетителей библиотеки:
- Кабины для индивидуальной научной работы;
- Аудитории группового обучения;
- Кабины для работы с видео и DVD материалами;
- Мультимедиатерминалы;
- Терминалы кибермедиацентра;
- Беспроводное соединение LAN;
- Сокеты LAN;
- Терминалы OPAC;
- Компьютеры для работы с базами данных;
- Ноутбуки.

## Институты

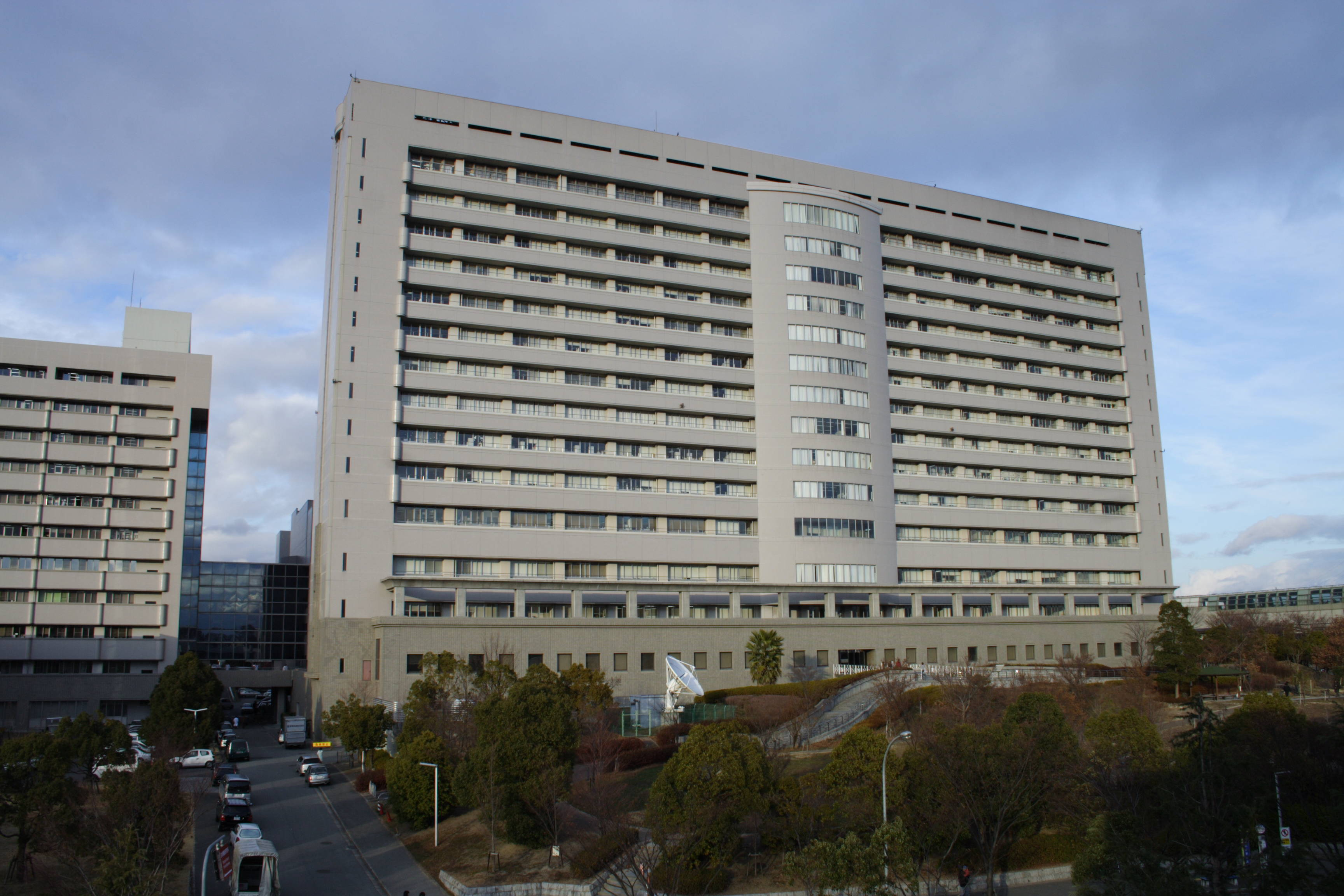
Госпиталь университета располагается на территории кампуса Суйта

### Исследовательский институт микробных заболеваний
Исследовательский институт микробных заболеваний был основан в 1934 году в западной Японии, как Исследовательский центр инфекционных заболеваний. Институт располагался в кампусе Наканосима, который был частью Осакского университета. В 1967 году, согласно общеуниверситетской программе транслокации, институт переехал в кампус Суйта, где располагается по сей день.
Сегодня институт разросся до 19-ти различных отделений и объединил под своей эгидой ряд различных дисциплин: инфекционные заболевания, иммунология, рак и молекулярная биология. В институте также созданы условия для специальных исследований — три центральных лаборатории и библиотека.
Основной сферой интересов института являются изучение микробных заболеваний и рака. Результаты исследований, проводящихся в институте, вносят значительный вклад в диагностику, профилактику и лечение инфекционных заболеваний и рака. Также был достигнут значительный прогресс в основных биомедицинских науках.
Выдающиеся достижения института дали толчок к основанию Исследовательского центра Новых Инфекционных Заболеваний в 1997 году. Институт принимает в свои ряды магистров и кандидатов медицинских и биологических наук. Он также принимал участие в образовательных программах JICA, таких как передовой курс изучения микробных болезней в предыдущие годы и курс по планированию контроля за ВИЧ/СПИД в наши дни.
В настоящий момент более 200 профессоров, адъюнкт-профессоров, доцентов, лаборантов и студентов изучают микробиологию, молекулярную биологию и онкологию в стенах института.

## Выпускники
Лауреаты Нобелевской премии Хидэки Юкава и Акира Ёсино получили докторские степени в Университете Осаки. Среди выпускников также лауреаты премии Крэфорда, премии Вольфа, премии Альберта Ласкера и премии Роберта Коха.
- Хидэки Юкава, Нобелевский лауреат по физике 1949 г.
- Акира Ёсино, Нобелевский лауреат по химии 2019
- Тадамицу Кисимото, Премия Крафорда 2009 г.
- Тосио Хирано, Приз Крафорда 2009 г.
- Осаму Хаяиси, Приз Вольфа медицина 1986 г.
- Хидэсабуро Ханафуса, Премия Альберта Ласкера за фундаментальные медицинские исследования 1982 г.
- Сидзуо Акира, Приз Роберта Коха 2004 г.
- Хироси Исигуро, ученый-робототехник
- Акио Морита, основатель Sony

## Международная деятельность
Университет открыл центры для образования и научных исследований в Сан-Франциско (США), Гронингене (Нидерланды) и Бангкоке (Таиланд), которые представлены всеми факультетами университета.